# یاروسلاول ۱۵۲۱۲

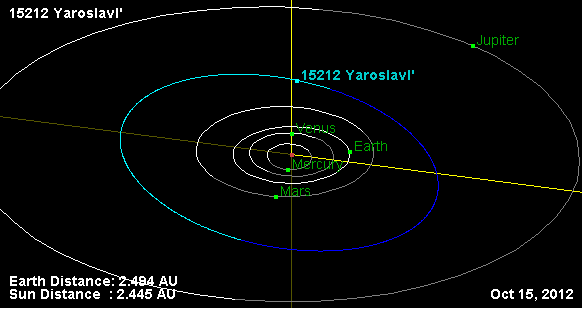
نمایی از محل قرارگیری سیارک یاروسلاول ۱۵۲۱۲ در مدار – ۲۰۱۲

سیارک ۱۵۲۱۲ (به انگلیسی: 15212 Yaroslavlʹ، نامگذاری:1979WY3) پانزده هزار و دویست و دوازدهمین سیارک کشف شده‌است که در ۱۷ نوامبر ۱۹۷۹ کشف شد.
قدر مطلق سیارک برابر ۳۷.۱ است.